# 太原市第五实验中学
太原市第五实验中学（原称西山高级中学）创办于1985年，位于太原市万柏林区河涝湾街。学校占地面积35118平方米。

## 学校历史
- 1985年 西山矿务局高级中学成立，隶属于西山矿务局。
- 2009年 学校正式更名为太原市第五实验中学，转由太原市教育局管理[2]。

## 师资力量
学校现有教职工194人，其中教师130人，高级教师78人，中级教师46人；省学科带头人1人，市学科带头人3人，省骨干教师3人，市骨干教师23人，市教学标兵1人，市教学能手6人；省优秀班主任2人，市优秀班主任18人；接受研究生课程教育的教师11人；教职工党员41名。

## 部门设置
团委
综合办
教研室
总务处
政教处
教务处
办公室